# 自動門弓器
自動門弓器（Automatic Door Operator）是自動偵測實體，並且開啟門扇的工具。自動門弓器搭配微波器可以偵測到10公分以內的實體，並且自動開啟門扇，無需透過任何的開關按鈕來開啟門扇，只要有微波器就可以自動偵測實體，並且開啟門扇。於現代，自動門弓品常見於各種場所，包括醫院及養老院等，用以創造無障礙空間。

## 歷史
根據《太平广记》记载，隋朝（581年-618年）隋炀帝（569年－618年）在首都大兴（现今西安）皇宫观文殿里有个私人图书馆，其中外观装饰奢侈华丽设备气派的书堂总共有14间。在每3间书堂就有一座带锦幔垂下盖住的方形门，上面有两飞仙雕像。在隋炀帝到来前，宫女手持「香炉」在前引导；当他往这些入口走去时，这些宫女将走在他前面并踏下触发机关，这不仅让飞仙雕像迅速移下将锦幔拉开，并且让门往里半开，书堂里所有书橱书箱亦同时全部开启。当隋炀帝离开书堂，机关再次被触发，一切都恢复到其原本关闭状态。
第一个自动门是由亚历山卓的希罗（约10年-70年）设计发明，座落于一世纪古罗马神庙里，尽管这道门并不带一个脚踏启动的触发机关，不过它是以蒸汽驱动工作。